# مارک برنس
مارک بِرنِس (روسی: Ма́рк Нау́мович Берне́с؛ ۲۵ سپتامبر ۱۹۱۱ – ۱۶ اوت ۱۹۶۹) هنرپیشه و خواننده اهل روسیه بود. او خواننده ترانه‌های تلخ مشهوری همچون شب تیره بود. صدایش به بینگ کرازبی و سبک خوانندگی‌اش به شانسون‌خوانانی همچون ایو مونتان شباهت داشت.
برنس برندهٔ جوایزی همچون هنرمند مردمی جمهوری شوروی فدراتیو سوسیالیستی روسیه شده‌است.